# 普罗赫雷西夫卡
46°55′16″N 31°3′40″E / 46.92111°N 31.06111°E

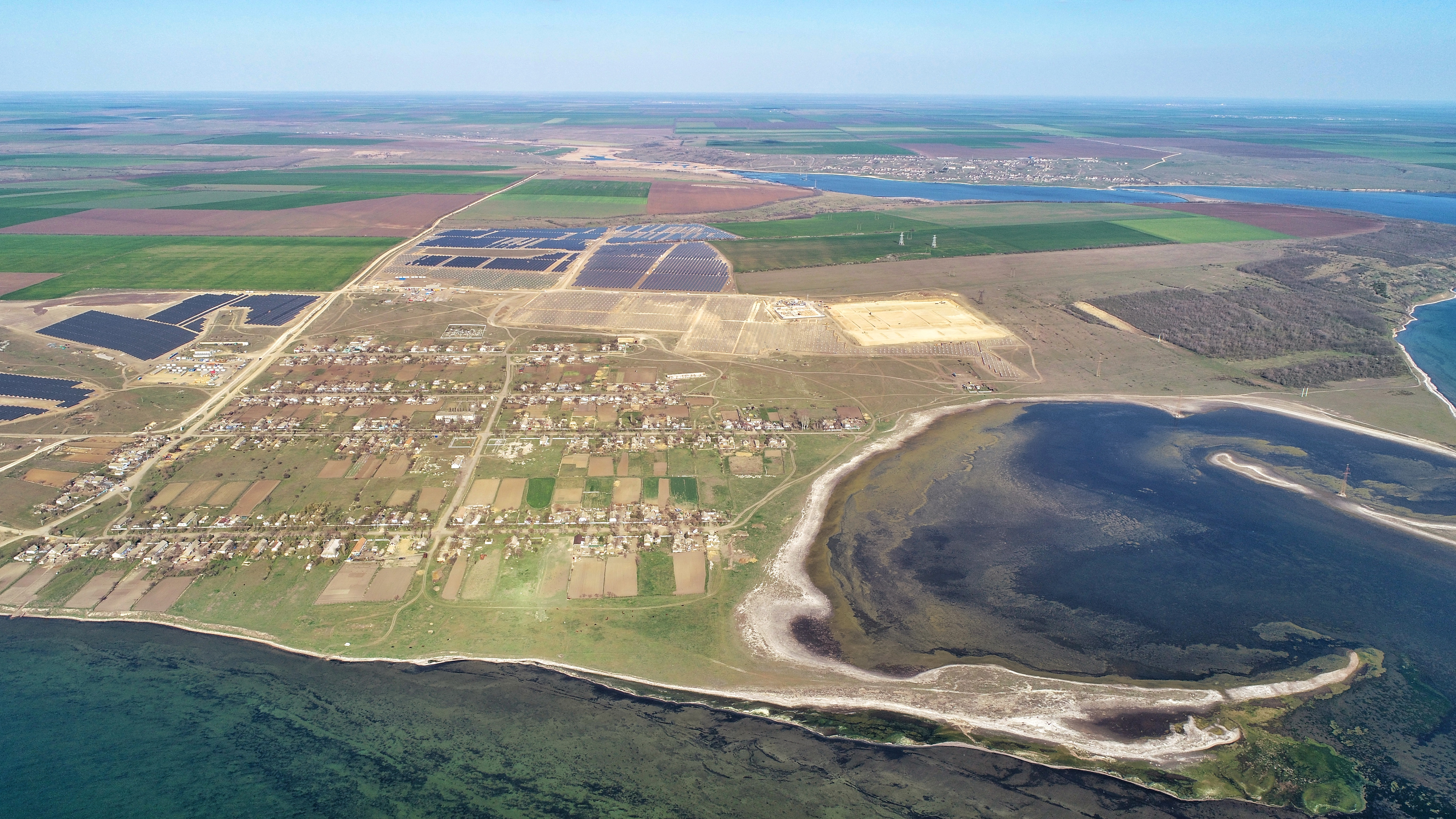
普罗赫雷西夫卡

普羅赫雷西夫卡（烏克蘭語：Прогресівка），是烏克蘭南部尼古拉耶夫州尼古拉耶夫區别列赞卡市镇的村落。面積0.74平方公里，海拔高度8米，2001年人口417，人口密度每平方公里563.5人。